# Thiara scabra
Thiara scabra is een slakkensoort uit de familie van de Thiaridae. De wetenschappelijke naam van de soort werd in 1774 voor het eerst geldig gepubliceerd door Otto Friedrich Müller.